# Виборчий округ 68
Виборчий округ 68 — виборчий округ в Закарпатській області. В сучасному вигляді був утворений 28 квітня 2012 постановою ЦВК №82 (до цього моменту існувала інша система виборчих округів). Окружна виборча комісія цього округу розташовується в Закарпатському обласному Палаці дитячої та юнацької творчості за адресою м. Ужгород, Студентська набережна, 8. Характерною відмінністю цього округу є те, що велику частину виборців в ньому складають етнічні угорці.
До складу округу входять міста Ужгород і Чоп, Ужгородський район. Виборчий округ 68 межує з округом 70 на північному сході, з округом 69 на сході і на південному сході, обмежений державним кордоном з Угорщиною на південному заході та зі Словаччиною на заході і на північному заході. Виборчий округ №68 складається з виборчих дільниць під номерами 210548-210615, 210713-210783, 210802-210804 та 210810.
До реформи виборчих округів 2012 існував Притисянський виборчий округ, в якому об'єднувались всі етнічні угорці. В 2012 році угорці були розділені між 73-м, 68-м та 69-м округами, де вони тепер складали меншість, що позбавило їх можливості обирати свого депутата до Верховної Ради. Українські угорці неодноразово просили ЦВК відновити Притисянський округ, посилаючись на 18-ту стаття Закону України «Про вибори народних депутатів України», де вказано що "межі одномандатних округів визначаються з урахуванням ... проживання на відповідній території національних меншин", але щоразу отримували відмову. Товариство угорської культури Закарпаття з 2014 погрожує подати проти України позов до ЄСПЛ за відмову у створенні виборчого округу, який би включав території компактного проживання етнічних угорців.

## Народні депутати від округу
| Ім'я                   | Фото | Партія               | Скликання | Дата набуття повноважень | Дата припинення повноважень |
| ---------------------- | ---- | -------------------- | --------- | ------------------------ | --------------------------- |
| Ковач Василь Ілліч     |      | Партія регіонів      | 7-ме      | 12 грудня 2012           | 27 листопада 2014           |
| Горват Роберт Іванович |      | Блок Петра Порошенка | 8-ме      | 27 листопада 2014        | 29 серпня 2019              |
| Горват Роберт Іванович |      | самовисуванець       | 9-те      | 29 серпня 2019           |                             |

## Результати виборів

### Парламентські

#### 2019
Кандидати-мажоритарники:
- Горват Роберт Іванович (самовисування)
- Пекарь Олександр Вікторович (Слуга народу)
- Андріїв Андрій Євстахович (самовисування)
- Борто Йосип Йосипович (самовисування)
- Яцина Юрій Юрійович (Сила і честь)
- Савчин Михайло Васильович (Голос)
- Погорєлов Андрій Вікторович (Опозиційна платформа — За життя)
- Ващинець Михайло Людвигович (Батьківщина)
- Фединець Михайло Ілліч (Єдиний центр)
- Пересоляк Олександр Сергійович (самовисування)
- Чижмарь Юрій Васильович (самовисування)
- Гісем Мирослав Володимирович (самовисування)
- Кайнц Діана Іванівна (самовисування)
- Федака Павло Павлович (самовисування)
- Ващенко Ігор Валерійович (Свобода)
- Ігнат Олександр Володимирович (Самопоміч)
- Данацко Іван Іванович (самовисування)

#### 2014
Кандидати-мажоритарники:
- Горват Роберт Іванович (Блок Петра Порошенка)
- Ковач Василь Ілліч (самовисування)
- Щадей Віктор Іванович (самовисування)
- Ледида Олександр Олександрович (самовисування)
- Ратушняк Сергій Миколайович (самовисування)
- Довгош Олександр Михайлович (Народний фронт)
- Світлик Юрій Юрійович (самовисування)
- Каганець Руслан Михайлович (самовисування)
- Ковач Василь Васильович (самовисування)
- Пересоляк Олександр Сергійович (Демократичний альянс)
- Сабов Ніколетта Олександрівна (самовисування)
- Погорєлов Андрій Вікторович (самовисування)
- Ковач Антон Михайлович (самовисування)
- Коцур Андрій Васильович (Радикальна партія)
- Цап Микола Михайлович (Сильна Україна)
- Кукрі Роберт Адальбертович (Комуністична партія України)
- Слободянюк Сергій Миколайович (Справедливість)
- Ковач Олександр Михайлович (самовисування)
- Ковач Ласло Гейзович (самовисування)
- Пересоляк Анатолій Васильович (самовисування)
- Штефуца Віталій Олександрович (Воля)

#### 2012
Кандидати-мажоритарники:
- Ковач Василь Ілліч (Партія регіонів)
- Ратушняк Сергій Миколайович (самовисування)
- Чучка Павло Павлович (самовисування)
- Сербайло Андрій Андрійович (Батьківщина)
- Брензович Василь Іванович (Партія угорців України)
- Буланов Ростислав Михайлович (УДАР)
- Жолтані Микола Іванович (Україна — Вперед!)
- Казьмірова Вікторія Василівна (Комуністична партія України)
- Биркович Олександр Іванович (самовисування)
- Завійський Богдан Богданович (самовисування)
- Решко Стефан Стефанович (Закон і порядок)
- Юрченко Валерій Володимирович (Українська партія «Зелена планета»)
- Стратюк Олександр Миколайович (самовисування)

## Явка
Явка виборців на окрузі: